# (16582) 1992 JS3
(16582) 1992 JS3 là một tiểu hành tinh vành đai chính. Nó được phát hiện bởi Henri Debehogne ở Đài thiên văn La Silla ở Chile ngày 11 tháng 5 năm 1992.